# Lietava
Lietava (em húngaro: Zsolnalitva) é um município da Eslováquia, situado no distrito de Žilina, na região de Žilina. Tem 10,01 km² de área e sua população em 2018 foi estimada em 1.524 habitantes.

## Demografia
| Ano:        | 1994 | 2004    | 2014   | 2024    |
| ----------- | ---- | ------- | ------ | ------- |
| Broj ljudi: | 1291 | 1450    | 1454   | 1728    |
| Razlika:    |      | +12,31% | +0,27% | +18,84% |

| Ano:               | 2023 | 2024   |
| ------------------ | ---- | ------ |
| Número de pessoas: | 1712 | 1728   |
| Diferença:         |      | +0,93% |